# Sjösåsa näs naturreservat
Sjösåsa näs naturreservat är ett naturreservat i Växjö kommun i Kronobergs län.
Reservatet är skyddat sedan 2019 och är 55 hektar stort. Det ligger norr om Braås och omfattar en del av sydvästra Örken, näset i sjön och utloppet av Mörrumsån i sjön. Det består av barrträd och lövträd, med mycket alar.